# Ole Poulsen
Ole Poulsen (* 16. Dezember 1941 in Maglegård) ist ein ehemaliger dänischer Segler.

## Erfolge
Ole Poulsen, der für den Hellerup Sejlklub segelte, nahm in der Bootsklasse Drachen an den Olympischen Spielen 1964 in Tokio teil. Als Crewmitglied der White Lady wurde er gemeinsam mit Christian von Bülow und Skipper Ole Berntsen mit 5854 Punkten Olympiasieger. Sie setzten sich knapp gegen das von Peter Ahrendt angeführte deutsche Boot Mutafo mit 5826 Punkten durch. Ein Jahr darauf wurde Poulsen in Sandhamn im Drachen auch Weltmeister. 
Seine Großmutter Yutta Barding focht 1924 ebenso bei den Olympischen Spielen wie seine Mutter Ulla Barding-Poulsen in den Jahren 1936 und 1952.